# Vril

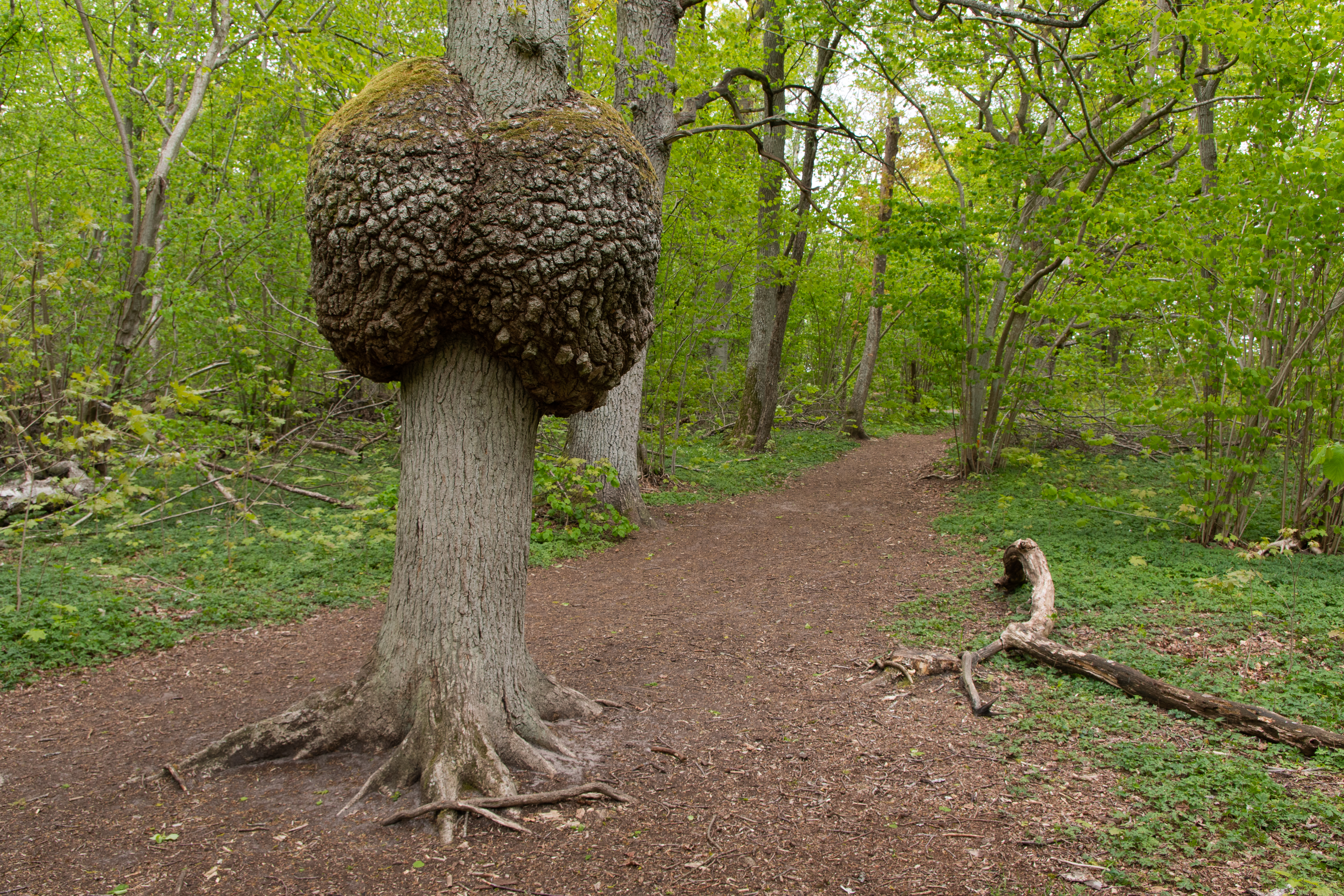
Ek med vril i Vickleby ädellövskog.

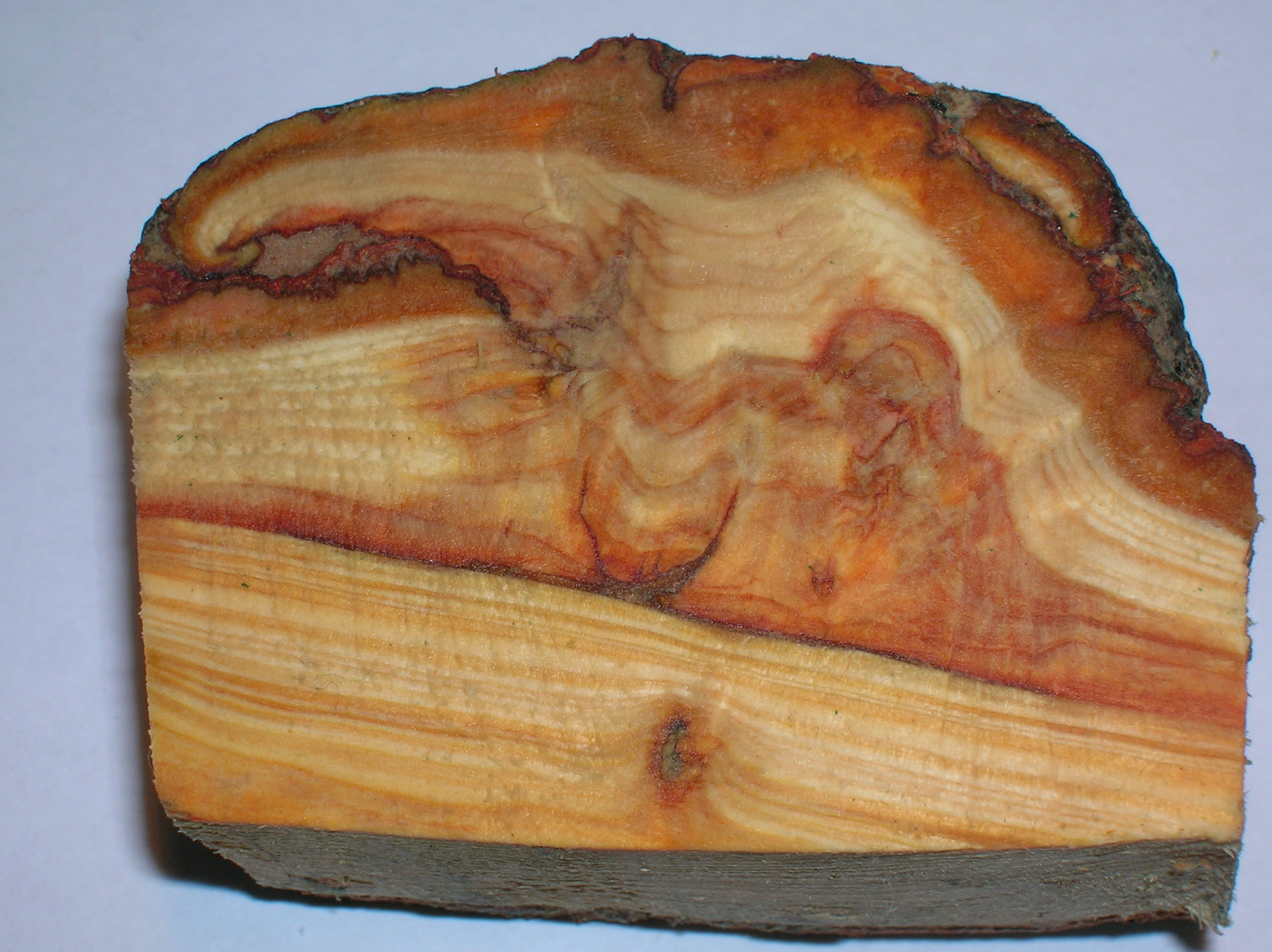
Vril på lärk i genomskärning.

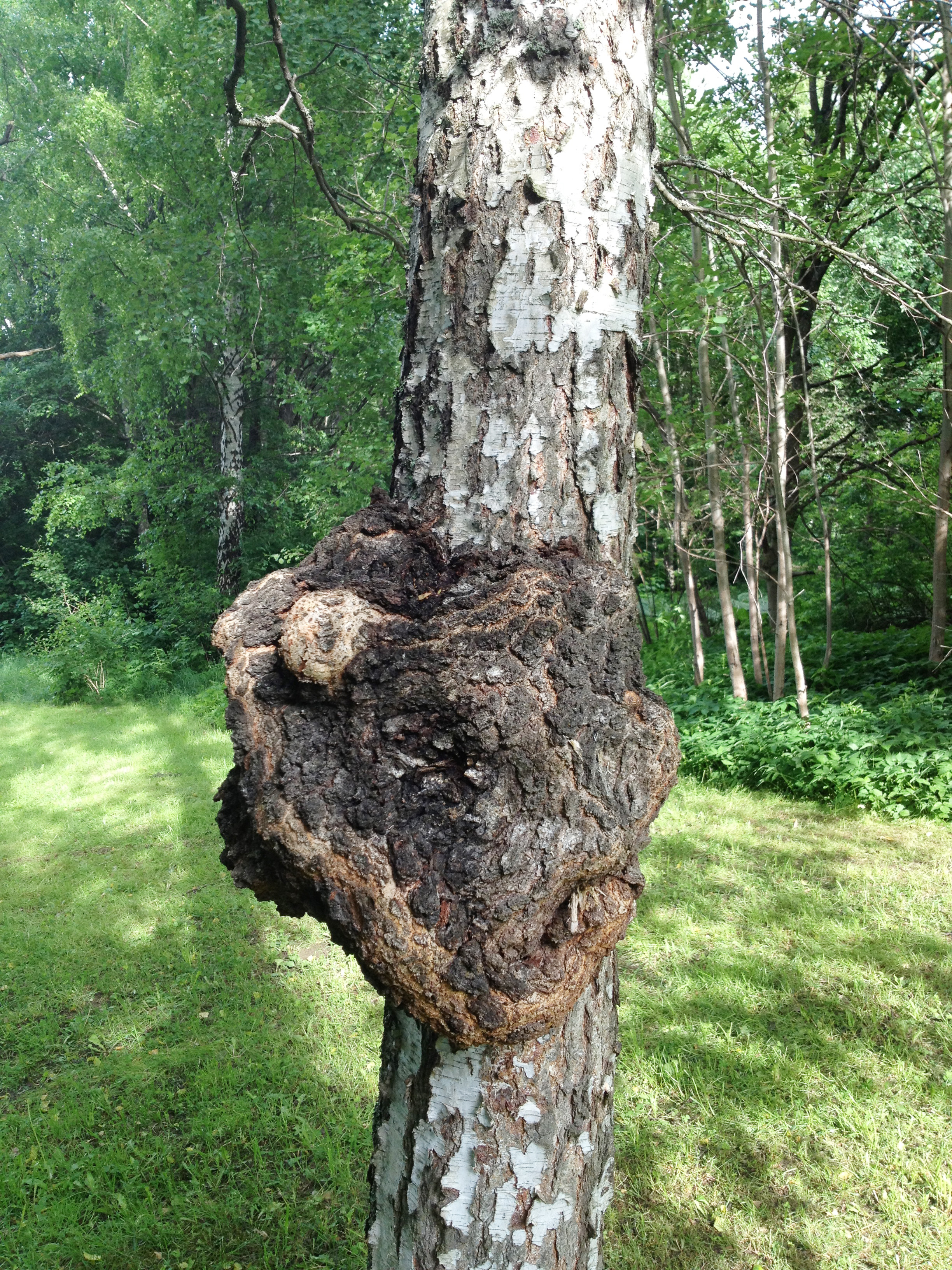
Vril på en björk

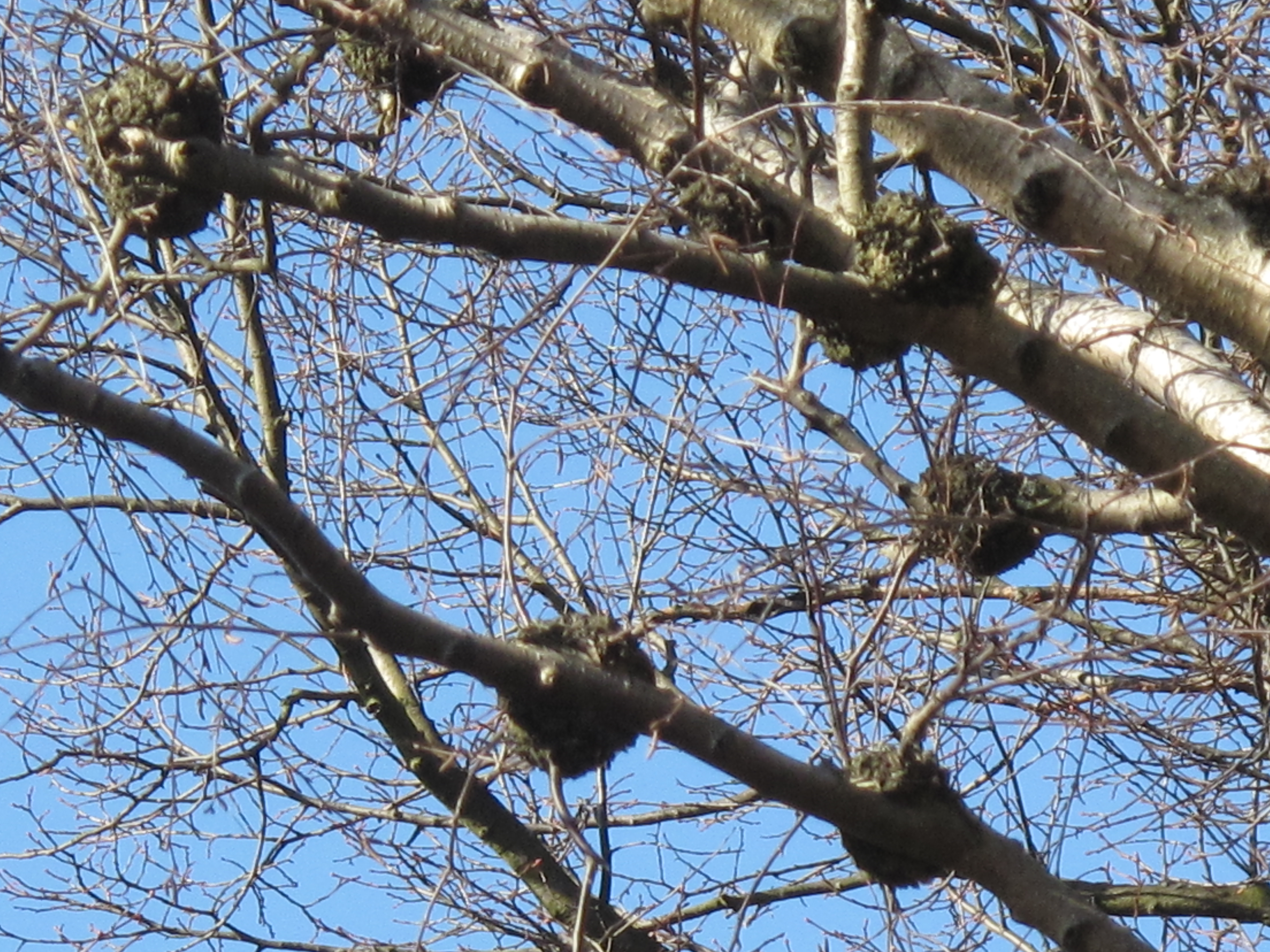
Vrilar på en björk

Vril eller masurknöl (även i olika dialekter kallad "tjuk", "knos", "kosa" eller "knose") är en utväxt på träd, där träfibrerna går åt olika håll istället för att gå lodrätt. Denna defekt, som kallas masur, beror troligen på ett genetiskt fel, även om orsaken inte är helt utredd. Masurvirke är mycket eftertraktat, eftersom det anses vackert och dessutom är mycket hårdare än normalt.
Masurknölar är vanligast förekommande hos björke (se masurbjörk).
Ibland kallas vrilar felaktigt för ticka eller valk.

## Källhänvisningar
1. ↑  "masur". NE.se. Läst 22 oktober 2014.
2. ↑  "vril". NE.se. Läst 22 oktober 2014.